# Emil Worsch
Emil Ludwig Worsch (* 18. August 1913 in Lind im Drautal; † 15. Juni 2010 in Knittelfeld), geborener Emil Ludwig von Benedek, war ein österreichischer Lehrer, Autor und Radiästhet.

## Leben
Geboren wurde Worsch beim vulgo Wallner in Lind im Drautal als unehelicher Sohn der Emilie von Benedek. Seine Mutter, eine Tochter des in Pinkafeld geborenen Gustav von Benedek und der Katharina geb. Mosser, entstammte einer einst in Ungarn ansässigen Adelsfamilie. Nachdem die Mutter am 7. Juni 1919 in Graz den aus dem böhmischen Liboritz stammenden Buchhändler Otto Worsch geheiratet hatte, wurde Emil durch Beschluss des Bezirksgerichts Spittal an der Drau am 10. November 1919 von Worsch adoptiert und nahm dessen Nachnamen an.
Seine am 16. Juni 1942 Knittelfeld mit Olga Rosa Anna Kretschmer geschlossene Ehe wurde am 23. März 1953 wegen "Ausschluss des Kindersegens" für ungültig erklärt.
Worsch studierte Biologie, Geologie und Physik und war im Lehrberuf als Professor und Direktor des Bundesgymnasiums und Bundesrealgymnasiums Knittelfeld und als Hydrogeologe wissenschaftlich tätig. Er war Gründungsmitglied des internationalen Arbeitskreises für Geobiologie (IAG) in Frankfurt/Main. Worsch war Mitglied mehrerer MKV-Verbindungen und seit 1932 der K.Ö.H.V. Carolina Graz im ÖCV.

## Werke
- Erdstrahlen und deren Einfluß auf die Gesundheit des Menschen; V.f.Sammler, Graz 2001. ISBN 978-3-85365-132-2
- Erdstrahlen und deren Einfluss auf die Gesundheit des Menschen; V.f.Sammler, Graz 1995, 3., verb. und vermehrte Aufl.
- Erdstrahlen und deren Einfluss auf die Gesundheit des Menschen; V.f.Sammler, Graz 1990.
- Geologie und Hydrologie des Murbodens; Graz: Abt. für Geologie, Paläontologie u. Bergbau am Landesmuseum Joanneum, 1972.
- Geologie und Hydrologie des Aichfeldes; Graz: Museum für Bergbau, Geologie u. Technik, 1963.

## Ehrungen
- Großes Goldenes Ehrenzeichen des Landes Steiermark[1]